# Kollegiatskirken
Kollegiatskirken (fransk: Collégiale de Neuchâtel) er en reformeret kirke i Neuchâtel i det vestlige Schweiz. Kirken er en treskibet basilika med tvillingetårne. Særligt iøjnefaldende er krydstårnet med eget klerestorium. Taget og loftets buehvælvinger er dækket med brogede teglfliser.
Opførelsen af Kollegiatskirken begyndte i slutningen af det 12. århundrede med kor, apsis og  de lavere dele af tværskibene med tre hvælvinger over gangene mod øst. Opførelsen afsluttedes mindre end ét århundrede senere i 1270–80 på nær tvillingetårnene, skibets vestgavl og våbenhuset med det øverste galleri.